# Stabsofficer
Stabsofficer var förr i de flera arméer gemensam benämning på överstar, överstelöjtnanter och majorer. I franska armén motsvarades denna benämning av officier supérieur, i den svenska av regementsofficer. Den normala betydelsen av ordet är en officer som tjänstgör i en militär stab.
Stabsofficerarna har olika uppgifter, exempelvis sambandsofficeren, som har ansvar för kommunikation, kryptering och liknande.